# Synchroma grande
Synchroma grande ist eine 2007 erstbeschriebene Algenart, die alleine in eine neue Klasse Synchromophyceae gestellt wurde. Sie enthält Chlorophyll a und -c und kommt in allen Weltmeeren vor. Synchromophyceae können sich sowohl heterotroph von anderen Einzellern als auch autotroph mittels Chloroplasten ernähren. 
Synchroma grande ist amöboid und besitzt verzweigte Pseudopodien, die mit benachbarten Zellen verschmelzen und so ein Netzwerk zum Fangen und Verdauen von z. B. Kieselalgen oder Bakterien bilden kann. 
Die Plastiden der Synchromophyceae sind von vier Hüllmembranen umgeben, kommen jedoch nicht, wie bei den bis dato beschriebenen Algenarten, einzeln, sondern zu mehreren innerhalb einer membranösen Hülle geclustert vor. Die Zweiteilung der Chloroplasten erfolgt innerhalb dieser Komplexe, welche sich ihrerseits nach Verdopplung der Plastidenzahl zweiteilen.
Neben Chloroplastenkomplexen und Mitochondrien finden sich in den Algenzellen oft auch weitere "domestizierte" Bakterien.
Die Plastidenkomplexe der Synchromophyceae werfen die Frage nach der Monophylie der endosymbiontischen Herkunft von Chlorophyll a/c-Plastiden auf. Die Komplexe könnten Relikt einer sekundären Endosymbiose eines Eukaryoten mit mehreren Plastiden sein, welches sich jedoch nur in dieser Klasse erhalten hat. Eine alternative Erklärung wäre eine von anderen Algenklassen unabhängige Entstehung der Synchromopyhceae.